# Pilar Acosta Martínez
Pilar Acosta Martínez (Tíjola, Almeria, 21 de febrer de 1938 - Sevilla, 27 d'octubre de 2006) va ser una prehistoriadora i arqueòloga espanyola especialitzada en art rupestre esquemàtic, en les religions a la prehistòria i en els processos de neolitització del sud de la península Ibèrica.

## Trajectòria
Va néixer a la família formada per José Acosta i Presenta Martínez, dos mestres d'escola nacional. Va començar a estudiar a Tíjola, la seva localitat natal i després va anar a estudiar la formació secundària a Almeria, Madrid i Granada.
El 1960 es va llicenciar el Filosofia i Lletres per la Universitat de Granada, obtenint un premi especial de fi de carrera. El 1961 va finalitzar els seus estudis de Magisteri a l'Escola Normal de Granada i a partir d'aleshores va impartir classes de Geografia i Història a Tíjola i Granada. Entre 1960 i 1962 va treballar com a professora ajudant a la Universitat de Granada.
El 1966 va obtenir el doctorat amb la tesi La pintura rupestre esquemática hispana, dirigida per Manuel Pellicer Catalán. Entre 1968 i 1975 va consolidar la seva carrera docent i de recerca a la Universitat de La Laguna (Santa Cruz de Tenerife) i a la Universitat de Granada, on va treballar com a professora de Prehistòria.
El 1975 es va traslladar a la Universitat de Sevilla en obtenir una plaça de professora agregada numerària d'Etnologia i Prehistòria. Va ocupar aquesta plaça fins al 1981, quan va obtenir la càtedra en Prehistòria, esdevenint la segona dona de la història d'Espanya en obtenir la posició en aquesta àrea de coneixement.